# Promecotheca palmella
Promecotheca palmella is een keversoort uit de familie van de bladkevers (Chrysomelidae). De wetenschappelijke naam van de soort werd in 1960 gepubliceerd door Judson Linsley Gressitt.